# Ульріх Веріссгоффер
Ульріх Веріссгоффер (нім. Ulrich Wörisshoffer; 21 березня 1917 — 4 березня 1943, Середземне море) — німецький офіцер-підводник, капітан-лейтенант крігсмаріне.

## Біографія
3 квітня 1936 року вступив на флот. З 16 жовтня 1942 року — командир підводного човна U-83, на якому здійснив 3 походи (разом 51 день в морі). 4 березня 1943 року U-83 був потоплений в західній частині Середземного моря був виявлений південно-східніше Картахени та атакований глибинними бомбами британського бомбардувальника «Хадсон». Загинули всі 50 членів екіпажу.

## Звання
- Кандидат в офіцери (3 квітня 1936)
- Морський кадет (10 вересня 1936)
- Фенріх-цур-зее (1 травня 1937)
- Оберфенріх-цур-зее (1 липня 1938)
- Лейтенант-цур-зее (1 жовтня 1938)
- Оберлейтенант-цур-зее (1 жовтня 1940)
- Капітан-лейтенант (1 березня 1943)